# Naftáli Benet
Naftáli Benet (héberül: נַפְתָּלִי בֶּנֶט, /naftaˈli ˈbenet/, Haifa, 1972. március 25.–) izraeli politikus, az ország 13. miniszterelnöke 2021 és 2022 között.
Bennett 2013 és 2019  között a Diaszpóraügyi Minisztériumot, 2015 és 2019 között az Oktatásügyi Minisztériumot, majd 2019 és 2020 között a Nemzetvédelmi Minisztériumot vezette. 2018 óta az Új Jobboldal párt vezetője, korábban pedig a Zsidó Haza pártot vezette 2012 és 2018 között.
2022. június 20-án Bennett bejelentette, hogy szavazást ír ki a Kneszet feloszlatásáról és lemondott a miniszterelnöki tisztségről. Őt Jaír Lapid követte miniszterelnökként.